# 제39회 골든 래즈베리상
제39회 골든 래즈베리상은 2018년 영화를 대상으로 2019년 2월에 열린 시상식이다.

## 수상 및 후보

### 최악의 작품상
- 홈즈 앤 왓슨 - 이탠 코엔 수상
- 고티 - 케빈 코넬리
- 더 해피타임 머더스 - 브라이언 헨슨
- 후드 - 오토 바서스트
- 윈체스터 - 마이클 스피어리그 외 1명

### 최악의 남우주연상
- 화씨 11/9: 트럼프의 시대 - 도널드 트럼프 수상
- 셜록 놈즈 - 조니 뎁
- 홈즈 앤 왓슨 - 윌 페렐
- 고티 - 존 트라볼타
- 데스 위시 - 브루스 윌리스

### 최악의 여우주연상
- 더 해피타임 머더스 - 멜리사 맥카시 수상
- 라이프 오브 더 파티 - 멜리사 맥카시 수상
- 페퍼민트 - 제니퍼 가너
- 런던 필드 - 앰버 허드
- 윈체스터 - 헬렌 미렌
- 더 클래퍼 - 아만다 사이프리드

### 최악의 남우조연상
- 홈즈 앤 왓슨 - 존 C. 라일리 수상
- 후드 - 제이미 폭스
- 쇼 독스 - 루다크리스
- 더 해피타임 머더스 - 조엘 맥헤일
- 쥬라기 월드: 폴른 킹덤 - 저스티스 스미스

### 최악의 여우조연상
- 화씨 11/9: 트럼프의 시대 - Kellyanne Conway 수상
- 50가지 그림자: 해방 - 마샤 게이 하든
- 고티 - 켈리 프레스톤
- 슬렌더 맨 - 재즈 싱클레어
- 화씨 11/9: 트럼프의 시대 - Melania Trump

### 최악의 감독상
- 홈즈 앤 왓슨 - 이탠 코엔 수상
- 고티 - 케빈 코넬리
- 50가지 그림자: 해방 - 제임스 폴리
- 더 해피타임 머더스 - 브라이언 헨슨
- 윈체스터 - 마이클 스피어리그 외 1명

### 최악의 각본상
- 50가지 그림자: 해방 - 니올 레너드 수상
- 데스 오브 어 네이션 - 디네시 디수자 외 1명
- 고티 - 레오 로시 외 1명
- 더 해피타임 머더스 - 토드 버거
- 윈체스터 - 톰 본 외 2명

### 최악의 속편상
- 홈즈 앤 왓슨 - 이탠 코엔 수상
- 데스 오브 어 네이션 - 디네시 디수자 외 1명
- 데스 위시 - 일라이 로스
- 메가로돈 - 존 터틀타웁
- 후드 - 오토 바서스트

### 최악의 콤보상
- 화씨 11/9: 트럼프의 시대 - Donald J, Trump & His Self Perpetuating Pettiness 수상
- 더 해피타임 머더스 - Any Two Actors or Puppets
- 셜록 놈즈 - Johnny Depp & His Fast-Fading Film Career
- 홈즈 앤 왓슨 - 윌 페렐 & 존 C. 라일리
- 고티 - 켈리 프레스톤 & 존 트라볼타

### 만회상
- 캔 유 에버 포기브 미? - 멜리사 맥카시 수상
- 바이스 - 타일러 페리
- 그린 북 - 피터 패럴리
- 스파이더맨: 뉴 유니버스 - 소니 픽처스 애니메이션

## 같이 보기
- 제91회 아카데미상
- 제76회 골든 글로브상
- 제72회 영국 아카데미 영화상
- 제25회 미국 배우 조합상